# Ramel Curry
Ramel Antwone Curry (New York, 17 aprile 1980) è un ex cestista statunitense.

## Palmarès

### Squadra
- Campionato greco: 2

Panathinaikos: 2012-13, 2013-14
- Coppa di Israele: 1

Hapoel Gerusalemme: 2007-08
- Coppa di Grecia: 1

Panathinaikos: 2013-14

### Individuale
- MVP VTB United League: 1

Azovmash Mariupol': 2010-11
- All-ULEB Eurocup Second Team: 1

Donec'k: 2011-12
- MVP Coppa di Grecia: 1

Panathinaikos: 2013-14